# Tom Bergendal
Edvin Georg Tomas (Tom) Bergendal, född den 5 september 1850 i Stockholm, död den 13 januari 1937, var en svensk industriman. 

## Biografi
Bergendal blev bergsingenjör efter studier vid teknologiska institutet 1873–1877. Han var förvaltare vid Söderfors bruk 1882–1899, verkställande direktör för Larsbo-Norns aktiebolag 1900–1908, för Avesta Järnverk 1908–1911 och för Svenska Diamantbergborrnings Aktiebolaget 1911–1913. Bergendal är begravd på Djursholms begravningsplats.